# Saint-Simon (Toulouse)
Pour les articles homonymes, voir Saint-Simon.
Saint-Simon est un grand quartier résidentiel situé au sud-ouest de la ville de Toulouse (secteur 6), dans le  canton de Toulouse-12. C'est une ancienne bourgade englobée par la ville de Toulouse. Le quartier a gardé son noyau villageois malgré le fort développement de logements pavillonnaires depuis le début des années 2000. Trois grands axes routiers traversent le quartier : la route de Seysses à l'est, le chemin de Basso-Cambo au centre et la route de Saint-Simon à l'ouest qui permettent de relier les communes voisines de Portet-sur-Garonne, Cugnaux (notamment la base aérienne militaire de Francazal) et Tournefeuille.

## Histoire
Paroisse du gardiage de Toulouse sous l'Ancien Régime et déclarée commune en 1790, Saint-Simon porta le nom de Brumaire durant la Révolution puis fut rattachée à Toulouse avant 1794 et est devenu le Château de Candie Saint-Simon ou dit le "Château de Candie" de Saint-Simon-le-Vieux.

## Enseignement
Institut Saint-Simon (pôle formations en travail social), un groupe scolaire y est prévu pour 2024, en plus des écoles Tibaous et Paul Bert, ainsi qu'un nouveau collège qu'y a été construit pour la rentrée 2022.

## Économie
Zone industrielle de Thibaud, 

## Culture et sport
Un centre culturel y est présent. Gymnastique, danse du monde, football (Étoile Sportive Saint Simon⁩⁦),